# 広島県立総合体育館

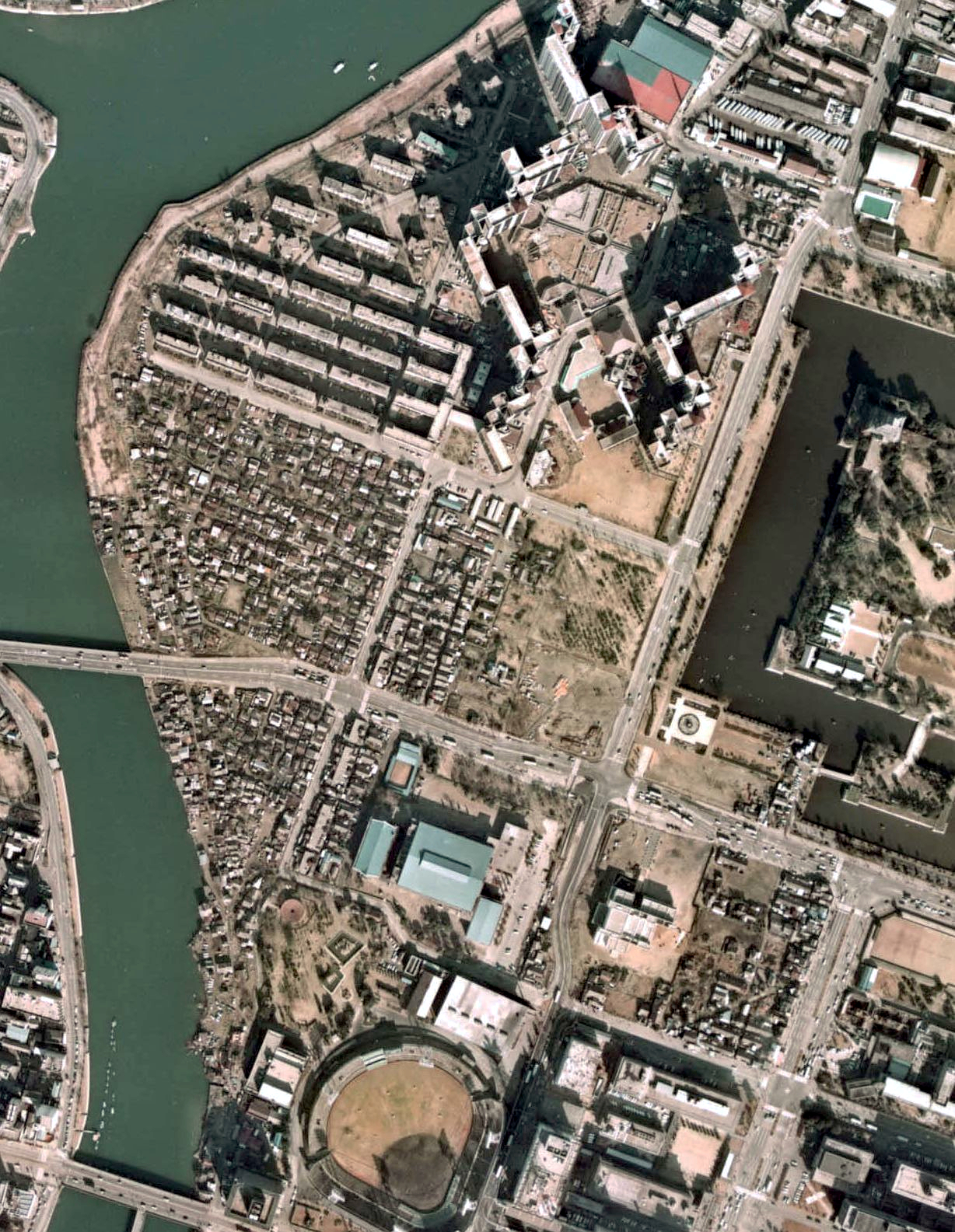
1974年基町再開発事業途中。中央やや下の緑色の屋根が旧広島県立体育館。

広島県立総合体育館（ひろしまけんりつそうごうたいいくかん）は、広島県広島市中区基町の広島市中央公園内にある体育館。

## 概要
広島市中央公園内にあり、旧広島市民球場の北に位置する。施設は広島県が所有し、財団法人広島県教育事業団が指定管理者として運営管理している。広島県が命名権を募集している施設の一つである。あくまでもスポーツ施設として位置づけているため、コンサートなどの有料興行の日数は10%以内という制限が設けられている。
1962年（昭和37年）に広島県立体育館が開館し、1990年（平成2年）まで30年近くにわたり体育・社会・文化などの催しが開催されてきた。1994年広島アジア競技大会を機に建て替え、名称を広島県立総合体育館に改めた。
広島グリーンアリーナの愛称がある大アリーナをはじめ、小アリーナ、武道場、弓道場、フィットネスプラザなどの付帯施設を整えた広島県最大の体育館であり、スポーツを始め、芸能や音楽などあらゆるイベントを開催している。
男子バレーボールチームであるJTサンダーズ広島の公式戦会場の一つである。
また、2026年秋より5年間程度を目安に男子バスケットボールチームである広島ドラゴンフライズの公式戦会場となることが決まっている。

## 歴史

### 経緯
江戸時代、この地域は広島城の本丸に隣接した区域で武家屋敷が広がっていた。明治になり陸軍第5師団が置かれると、一帯は師団司令部や西練兵場、砲兵隊、歩兵11連隊、陸軍病院などの施設に占められ軍都広島の中核となった。しかし1945年8月6日の原子爆弾の投下により、爆心地に近いこの地域は灰燼状態となった。
戦後、この一帯は中央公園として整備が決定し、公園用地に応急住宅を建設するなどした。広島県立体育館もこの際に建設されている。
原爆の被爆により灰燼に帰した広島において、緊急であった生活や産業基盤の再建もある程度進み、1950年代後半からは整備対象が文化・体育関連の施設にも向けられてきた。1958年（昭和33年）には広島復興大博覧会開催、1960年（昭和35年）に広島県立図書館開館、広島港1万トンバース完成、1961年（昭和36年）広島空港開港、音戸大橋開通、その中で1962年（昭和37年）に広島県立体育館が開館した、同年には国鉄による東京-広島間の電化も完了している。その後も1965年（昭和40年）広島女子大学開学、1968年（昭和43年）広島県立美術館開館などと続いた。その後30年余にわたり、体育競技に限らず社会・文化事業が開催されてきた。
1994年広島アジア競技大会を機に改築し、現在に至る。1965年（昭和40年）6月から1990年（平成2年）7月までは同敷地内に「広島県立屋内プール」が併設されていたが、アジア大会に伴う建て替えの用地確保のために閉館し、広島市総合屋内プールに機能を移している。

### スポーツ
JTサンダーズの前身である専売広島時代からバレーボールが盛んな土地柄であるため、古くから世界選手権・ワールドカップなど男子バレーボールの国際大会会場として利用された。
1994年広島アジア大会では、バレーボールと体操会場として1996年のひろしま国体ではバレーボールと弓道の会場となった。
バスケットボールでは、2006年世界選手権予選グループBの会場として使用され、優勝したスペインの他、ドイツ・アンゴラ・ニュージーランド・日本・パナマが争った。
また井上雄彦の漫画『スラムダンク』全国大会（インターハイ）の舞台にもなった。
昭和時代の旧広島県立体育館の頃より格闘技興行も盛んに行われ、プロボクシング・プロレスやK-1会場として利用されている。
プロボクシングでは、旧広島県立体育館時代の1978年5月7日、当時の世界ボクシング協会ライトフライ級王者：具志堅用高（協栄ボクシングジム）がパナマ人ボクサーのハイメ・リオスを相手に5度目の防衛戦を行い、第13ラウンド2分59秒でKO勝ちし王座防衛に成功した。
プロレスでは、2009年（平成21年）6月13日に行われたプロレスリング・ノアの興行にて、ノア社長兼レスラーであった三沢光晴が試合中に齋藤彰俊のバックドロップを受けた際に深いダメージを受けた。三沢は心肺停止状態となって救急車で病院に搬送されたが、その後死亡するというリング禍が発生している。

### その他
昭和時代の旧広島県立体育館時代より、コンサートホールとしても使用されている。過去には広島平和音楽祭の会場となった他、改築してからも様々なアーティストがライブを行っている。
1971年（昭和46年）9月27日には、来日ツアーをしていたレッド・ツェッペリンがチャリティー・コンサートを行い、当時の金額にして約700万円の売上金を広島市役所を通して原爆被災者に寄付している。
2009年（平成21年）、ヒロシマ・オリンピック構想において、ここや広島市総合屋内プールなど広島平和記念公園を中心とする半径10kmを「平和祈念ゾーン」として競技場を整備する計画が挙がった。

## 施設概要
- 大アリーナ（広島グリーンアリーナ）
  - フロア面積 : 48m×80m
  - 収容人数 : 約10,000人（うち固定席 : 約4,750席）
  - 備考 : 天井に中央4面型の大型映像装置、音響、照明、吊物装置などを完備
- 小アリーナ
  - フロア面積 : 35m×49m
  - 収容人数 : 固定席約500席
- 武道場
  - フロア面積 : 31m×72m
  - 収容人数 : 固定席600席
- 弓道場
  - 弓道 : 12人立（近的）、アーチェリー : 4人立（30m）
  - 収容人数 : 固定席約150席
  - 反転フラップ式の的中表示機を設置
- その他に、健康・体力サポートセンター、フィットネスプラザ、会議室、スポーツ情報センター、レストラン・売店がある。

## 主な大会・イベント
広島県立体育館
- 1974年 - 第1回広島平和音楽祭（この年以降、10年以上使われている）
- 1977年 - 全国警察音楽隊演奏会

広島県立総合体育館
- 1994年 - 広島アジア競技大会バレーボール・体操会場
- 1996年 - ひろしま国体バレーボール・弓道会場
- 1998年 - バレーボール世界選手権準決勝ラウンドグループG会場
- 1999年 - ワールドカップバレー第2ラウンドA会場
- 2003年 - ワールドカップバレー第2ラウンドA会場
- 2006年 - FIBAバスケットボール世界選手権予選グループB会場、バレーボール世界選手権2ndラウンドPool F会場
- 2007年 - ワールドカップバレー第2ラウンドA会場
- 2009年 - Fリーグ広島セントラル大会
- 2010年 - 第4回1000人のチェロ・コンサート海外11カ国の72人を含むチェロ奏者823人、観客4500人が集まった。
- 2013年 - ひろしま菓子博2013の会場の一部となった。
- 2015年 - 第6回アジア体操競技選手権大会、ワールドカップバレーの第1、2ラウンドA会場
- 2018年 - NHK杯国際フィギュアスケート競技大会
- 2019年 - ワールドカップバレーのA会場
- 2023年 - 第49回先進国首脳会議（G7広島サミット）国際メディアセンター

## 交通アクセス
広島駅からはバス・路面電車・JR山陽本線-アストラムラインのいずれかでアクセス、広島港からはバスか路面電車、広島空港からはリムジンバスでアクセスできる。
- バス：紙屋町バス停、広島バスセンター 下車
- 路面電車：広島電鉄本線 紙屋町西電停、原爆ドーム前電停 下車
  - 2号線（広島駅 - 広電西広島 - 広電宮島口）、6号線（広島駅 - 江波）、7号線（横川駅 - 広島港）などが停車
- アストラムライン：県庁前駅 下車 西2出口
  - JR新白島駅・大町駅・広域公園前方面

- 駐車場
  - もとまちパーキングアクセス（当該施設の専用駐車場有）
  - 大型バスなどは広島城の大型バス駐車場を利用する。